# Castelverde

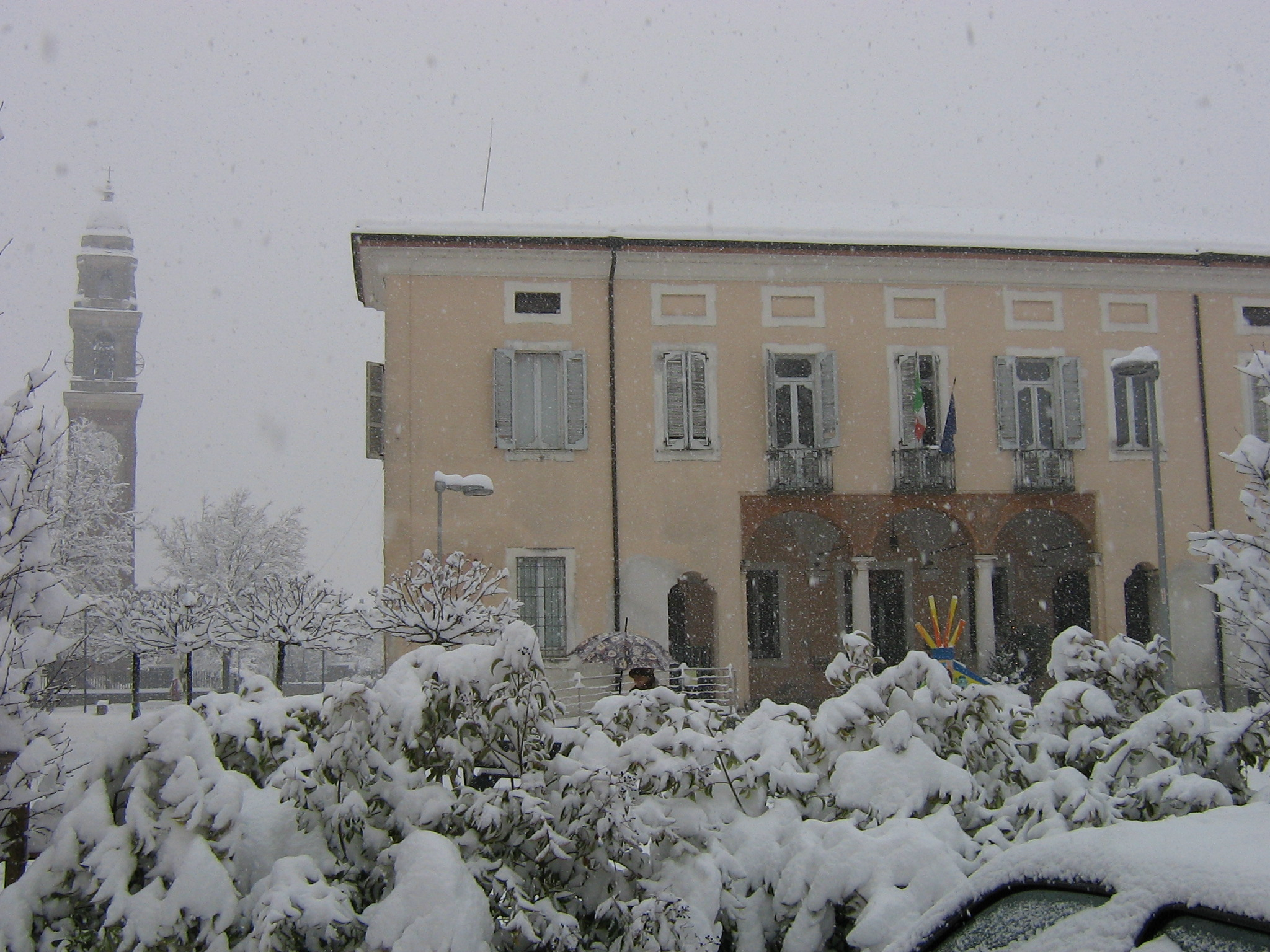
Campanile im linken Hintergrund und Gemeindeverwaltung von Castelverde im Winter

Castelverde ist eine norditalienische Gemeinde (comune) mit 5619 Einwohnern (Stand 31. Dezember 2023) in der Provinz Cremona in der Lombardei. Die Gemeinde liegt etwa 6 Kilometer nordwestlich von Cremona. Durch die Gemeinde fließt der Kanal Naviglio di Cremona.

## Verkehr
Durch die Gemeinde führt die frühere Strada Statale 498 Soncinese (heute: Provinzstraße) von Seriate nach Cremona. Durch den Ortsteil Costa Sant'Abramo zieht sich die frühere Strada Statale 415 Paullese (heute ebenfalls Provinzstraße) von Paullo nach Cremona.

## Ortsteile
Im Gemeindegebiet liegt neben dem Hauptort die Fraktionen Castelnuovo del Zappa, Costa Sant'Abramo, Livrasco, Marzalengo und San Martino in Beliseto, sowie die Wohnplätze Borgonuovo, Breda de' Bugni, Cavallara, Dosso Baroardo, Fornace, Livraschino und Ossalengo.